# 1975 en république du Congo

## Gouvernement
- Président : Marien Ngouabi
- Premier ministre : Henri Lopès jusqu'au 18 décembre, Louis Sylvain-Goma à compter de cette date

## Événements
- 9 janvier : investiture du président Marien Ngouabi après qu'il a été reconduit à l’unanimité à la tête du parti unique et de l’État pour cinq ans lors du congrès du Parti congolais du travail de décembre 1974
- 24 juin : pose de la première pierre de la centrale hydro-électrique de Moukoukoulou, sur la Bouenza